# Charlie i Fatty na ringu
Charlie i Fatty na ringu (ang. The Knockout) – amerykański film niemy z 1914 roku w reżyserii Charlesa Avery’ego.

## Obsada
- Roscoe 'Fatty' Arbuckle – Pug
- Minta Durfee – Dziewczyna Puga
- Edgar Kennedy –  	Cyclone Flynn
- Charles Chaplin – Sędzia
- Al St. John